# Justin Girod-Chantrans
Justin Girod-Chantrans (Besanzón, 26 de septiembre de 1750 - 1 de abril de 1841) fue un botánico, algólogo, ingeniero militar, y político francés, conocido por su investigación pionera en el campo de la ficología.

## Biografía
Siguiendo los estudios con los Jesuitas, entró en la Ecole du Génie militaire (Escuela de Ingeniería Militar) en 1768. Varios años más tarde, alcanzó el título de capitán (1777), posteriormente sirve en diferentes puestos militares (incluyendo Santo Domingo) hasta 1791. Alrededor de 1786, desarrolló un interés en historia natural.
En 1799 fundó la Sociedad de la agricultura, el comercio y las artes en Besançon. A continuación, se involucró en la política, siendo elegido para la legislatura en 1802. A partir de 1810, dedicó todo su tiempo y energía a las ciencias naturales.
Describió una serie de especies ficológicos; Haematococcus lacustris, Volvox lacustris  y  Conferva mammiformis  siendo algunos ejemplos.

## Algunas publicaciones
- 1785. Voyage d'un Suisse dans différentes colonies d'Amérique pendant la dernière guerre, : avec une table d'observations météorologiques faites à Saint-Domingue. Imprimerie de la Société typographique, Neuchâtel, 1785, luego chez Poinçot, Londres & Paris, 1786; reeditado en 1970 chez J. Tallandier, París, 278 p.[3]
- 1802. Recherches chimiques et microscopiques sur les conferves, bisses, tremelles, etc. 254 p.[4]
- 1810. Essai sur la géographie physique, le climat et l'histoire naturelle du département du Doubs.

## Membresías
- Société Botanique de France
- Académico correspondiente de la Academia de Ciencias de Francia